# Forschungsstelle Hamburgs (post-)koloniales Erbe
Die Forschungsstelle Hamburgs (post-)koloniales Erbe / Hamburg und die frühe Globalisierung ist eine Forschungseinrichtung der Universität Hamburg, welche die „Verbindungen und Nachwirkungen des Kolonialismus in Hamburg, Deutschland und den ehemaligen Kolonien“ erforscht. Die 2014 gegründete Forschungsstelle wird von dem Historiker Jürgen Zimmerer geleitet, der als einer der führenden Kolonialismusforscher in Deutschland gilt.

## Geschichte
Im Jahr 2013 regte die Hamburgische Bürgerschaft die Aufarbeitung der von vielfältigen Ausbeutungsverhältnissen geprägten Hamburger Kolonialgeschichte an. In der Folge wurde vom Senat der Freien und Hansestadt Hamburg die Erarbeitung eines hamburgweiten Erinnerungskonzepts beschlossen, das die postkoloniale Erinnerungsarbeit, die Gestaltung der „historischen Zeugnisse in Jenfeld“ (Lettow-Vorbeck-Kaserne) sowie die Gründung der Forschungsstelle Hamburgs (post-)koloniales Erbe einschloss.

## Aufgaben
Die Forschungsstelle analysiert die Verbindungen und Nachwirkungen des Kolonialismus in Hamburg, Deutschland und den ehemaligen Kolonien. Dabei stehen Dynamiken, Repräsentationen und Kontroversen des (deutschen) Kolonialismus im Vordergrund, die an exemplarischen Fallbeispielen erforscht werden. Weitere Aufgaben der Forschungsstelle sind etwa die Organisation von Vorträgen und Ringvorlesungen sowie das Erstellen einer Webpräsentation.

## Forschung
Die Forschungsstelle bearbeitet eine Vielzahl kolonialhistorischer Projekte. So wird die Involvierung der Hamburger Kaufleute in die koloniale Expansion, die Geschichte von People of Colour in Hamburg, koloniale Diskurse in Hamburger Theatern nach 1871 oder die Verflechtung von Antisemitismus und Kolonialrassismus im Deutschen Kaiserreich analysiert. Zudem wird der Themenkomplex koloniale Fotografie (Schwerpunkt: Deutsch-Südwestafrika) sowie die Trias von Rassismus, Kolonialismus und Nationalsozialismus erforscht.
Ein weiteres Forschungsfeld ist die Provenienzforschung. Das Projekt „Koloniale Spuren“ arbeitet die Geschichte der Sammlungen des Übersee-Museums Bremen auf, wo 5000 koloniale Objekte teils ungeklärter Herkunft lagern. Parallel wird die „Globalisierung des kolonialen Kunstraubs“ anhand der „Benin Bronzen“ analysiert. Dies sind hochkarätige Kunstwerke aus dem vor-kolonialen Afrika, die nach der britischen Plünderung von Benin im Jahr 1897 über die Welt verstreut wurden.

## Publikationen (Auswahl)
- Jürgen Zimmerer, Kim Sebastian Todzi: Hamburg: Tor zur kolonialen Welt. Erinnerungsorte der (post-)kolonialen Globalisierung (= Hamburger Beiträge zur Geschichte der kolonialen Globalisierung 1). Wallstein, Göttingen 2021, ISBN 978-3-8353-5018-2.

## Wissenschaftsrat
Anfang 2017 bescheinigte der Wissenschaftsrat der Forschungsstelle „hervorragende Ansatzpunkte“, um die Bevölkerung für die Bedeutung der Universität Hamburg zu sensibilisieren. Parallel wurde die Kolonialgeschichte als „Potenzialbereich“ der Universität Hamburg markiert. Diese Positivbewertung, so die Webseite der Forschungsstelle, sei für die Mitarbeiter „Bestätigung und Ansporn zugleich.“